# جون هيل
جون هيل (بالألمانية: John Edwards Hill) (و. 1928 – 1997 م) هو عالم حيواني، من المملكة المتحدة، ولد في ساسكس، توفي في كنت، عن عمر يناهز 69 عاماً.